# Edmen Shahbazyan
Edmen Shahbazyan (Glendale (California), 20 novembre 1997) è un lottatore di arti marziali miste statunitense di origini armene.
Combatte nella divisione dei pesi medi nella federazione statunitense UFC.

## Biografia
Anche suo fratello maggiore Leon è un combattente professionista. Edmen ha iniziato ad allenarsi nelle arti marziali all'età di 9 anni e si è allenato nella sua palestra, il Glendale Fighting Club, dall'età di 12 anni. Da adolescente, ha lavorato come partner di formazione di Ronda Rousey.